# Thompson Twins
Thompson Twins est un groupe new wave britannique formé en 1977 et séparé en 1993.
Son nom est une référence aux personnages Dupond et Dupont, de la bande dessinée Les Aventures de Tintin, créés par Hergé qui sont appelés Thomson and Thompson en version anglaise.
Le groupe connaît son heure de gloire durant les années 1980, notamment au Royaume-Uni et aux États-Unis où la formation anglaise bénéficiait d'une grande renommée, avec ses titres phares Love On Your Side, Lies, Hold Me Now, Doctor! Doctor!, You Take Me Up et Lay Your Hands On Me.

## Histoire du groupe

### Origines
À sa formation en 1977, le groupe est un quatuor composé de Tom Bailey au chant et à la basse, Pete Dodd et John Roog aux guitares et Jon Podgorski à la batterie. Le style musical est à ce moment-là post punk, il évoluera ensuite vers la new wave.
Après des changements au poste de batteur, où se succèdent Andrew Edge et Chris Bell, le groupe enregistre en avril 1980 son premier single Squares and Triangles, suivi en septembre 1980 par She's in Love with Mystery.
En 1981, la formation est augmentée de deux membres : Joe Leeway, aux percussions, et Jane Shorter, au saxophone. Le premier album A Product of ... (Participation) est publié au mois de juin.

### Premiers succès
Peu après, de nouveaux changements de personnels interviennent avec le départ de Jane Shorter, remplacée par Alannah Currie, et l'arrivée de l'ancien bassiste de The Soft Boys, Matthew Seligman. Le chanteur Tom Bailey abandonne en effet la basse au profit de la guitare et des claviers et laisse Joe Leeway assurer le chant principal sur quelques chansons.
La formation, qui compte alors sept membres, enregistre son second album Set qui sort en février 1982. Il contient la chanson In the Name of Love qui devient le premier succès du groupe, en particulier Outre-Atlantique avec une première place dans le classement des diffusions en discothèque aux États-Unis, le Hot Dance Club Play.

### Au top
Thompson Twins connait ensuite un important changement, avec la réduction du groupe à un trio (Tom Bailey, Joe Leeway et Alannah Currie) et une orientation musicale davantage synthpop.
En 1983 sort le troisième album, Quick Step & Side Kick (commercialisé sous le titre  Side Kick aux États-Unis), produit par Alex Sadkin, qui est un franc succès, notamment au Royaume-Uni (2e dans les charts) et aux États-Unis (34e dans le Billboard 200),.

Mais c'est l'année suivante que la formation anglaise rencontre son plus grand succès avec la sortie de l'album Into the Gap (classé notamment no 1 en Grande-Bretagne, en Nouvelle-Zélande et 10e au Billboard 200) et ses tubes Hold Me Now, Doctor! Doctor! et You Take Me Up, qui atteignent le Top 20 (voire le Top 10) dans de nombreux pays,.
Fin 1985, paraît l'album Here's to Future Days, produit par Nile Rodgers, ses singles Lay Your Hands on Me, Don't Mess with Doctor Dream et King for a Day connaissent encore le succès (surtout en Amérique du Nord), cependant le classement et les ventes de l'album marquent le pas comparés à Into the Gap. À cette même époque, le groupe participe au Live Aid, interprétant notamment le titre Revolution des Beatles avec Madonna, Steve Stevens et Nile Rodgers.
Durant cette période, le groupe avait enrôlé pour la scène le batteur Boris Williams (de 1982 à 1984) et le clavier Roger O'Donnell (de 1983 à 1985), ces deux musiciens se retrouveront plus tard au sein de The Cure.

### Déclin
Avec le départ de Joe Leeway en 1986, Thompson Twins se résume au duo Tom Bailey / Alannah Currie. L'album Close to The Bone sorti en 1987 confirme le déclin commercial, surtout au Royaume-Uni - où le groupe connaît alors une réelle et durable désaffection - et plus généralement en Europe ; alors qu'aux États-Unis, la formation anglaise conserve encore une certaine audience. 

Deux autres albums voient le jour, Big Trash en 1989 et Queer en 1991, avant que le duo, désirant changer d'orientation musicale, ne mette fin à l'aventure Thompson Twins en 1993.
Bailey et Currie continuent cependant à travailler ensemble, associé à un troisième musicien, Keith Fernley, en formant Babble, projet electronica indie dance. Deux albums sont produits, The Stone (1994) et Ether (1996), puis le groupe se sépare.

## Discographie
- A Product of ... (Participation) (1981)
- Set (1982)
- Quick Step & Side Kick (1983)
- Into the Gap (1984)
- Here's to Future Days (1985)
- Close to the Bone (1987)
- Big Trash (1989)
- Queer (1991)